# Lilitu
Lilitu was een vrouwelijke demon uit de Babylonische mythologie die op mannen joeg. Deze demon vertoont gelijkenis met de latere Talmoedische Lilith.
De vroegste vermelding van deze demon stamt uit het Soemerische epos Gilgamesj, Enkidu en de onderwereld uit het 3e millennium v.Chr. Daarin wordt verhaald hoe de godin Inanna de huluppu-boom plant om er later een bed en troon uit te kunnen vervaardigen. Naarmate de boom groeit, gaan een slang, de stormvogel Anzu en de demon ki-sikil-líl-lá [Lilith] erin wonen. Het is aan de held Gilgamesj om ze te verdrijven. Nadat hij de slang doodt, slaan de vogel en de demon op de vlucht. Zo kan het hout aan Inanna worden gegeven. De naam ki-sikil-líl-lá bevat het Soemerische woord voor 'wind, líl, zodat het om een winddemon gaat.
In Akkadische bronnen komt een drietal demonen voor met namen die zijn afgeleid van líl, namelijk IiIû, liIîtu en (w)ardar lilî. Zij hebben twee aspecten. Ten eerste vormen ze een groep stormwinddemonen. Men stelde bijvoorbeeld dat ze konden vliegen als de wind of als een vogel. Ten tweede zijn ze uitgesproken seksueel actief. Ze zijn op jacht naar mannen om ze te verleiden of glippen via het raam naar binnen om mannen te belagen. Hun seksualiteit is echter niet orthodox. In de teksten staat dat ze geen echtgenoot hebben, niet met mannen slapen zoals de echtgenotes dat doen, dat ze geen kinderen kunnen baren, en dat ze geen moedermelk maar enkel gif kunnen geven. De lilitu kreeg een mannelijke tegenhanger, ardat lili, die vrouwen verleidde in hun slaap. De mannelijke en vrouwelijke demon zouden beiden ooit mensen zijn geweest, die echter vroegtijdig overleden en sindsdien naar een partner op zoek waren.
Qua seksualiteit vertoont hun gedrag in de literatuur enige overeenkomsten met de godin Isjtar, die nieuwe partners zocht en doodde, en met Lamasjtoe, een vrouwelijke demon die kinderen doodde. In de middelbabylonische periode vond syncretisme plaats tussen de demonen en Lamasjtoe tot één figuur, waarop haar bekendheid zich verspreidde richting Syrië. Ze is een meisje dat voortdurend bevrediging zoekt van mannen en hen poogt te verleiden. Aramese, Mandese en mogelijk Fenicische bronnen vermelden haar als vrouwelijke demon.
Het woord lilu betekent 'wind'. Men komt de mannelijke vorm lili en de vrouwelijke lilitu tegen in gezangen uit Nippur (Babylonië) rond 600 v.Chr., zowel in het enkelvoud als in het meervoud.
Een lili staat in verband met hekserij in de Soemerische liederentekst 313. Deze demonen waren aanvankelijk storm- en winddemonen. De Hebreeuwse variant Lilith werd door volksetymologie geassocieerd met de nacht.
Lamashtû of Labartu (in het Soemerisch Dimme) was een erg gelijkende Mesopotamische variant van Lilitû, en Lilith lijkt veel van Lamashtû's mythen te hebben overgeërfd. Zij werd als halfgodin aangezien en als dochter van Anu, de ruimtegod.